# Toulon (cheval)
Pour les articles homonymes, voir Toulon (homonymie).
Toulon (né en 1996) est un étalon BWP. Il est monté par Hubert Bourdy, et appartient alors pour moitié à Bourdy et pour moitié à son éleveur belge. 

## Histoire
Bien que né en France en 1996, Toulon est officiellement déclaré né aux Pays-Bas. Il est emmené en Belgique à l'âge de 3 ans pour une expertise du stud-book sBs, ce qui mène à son achat par Luc Tilleman. Monté durant ses jeunes années par Wilm Vermeir qui le forme en saut d'obstacles, il est ensuite confié à Hubert Bourdy.
Il est vendu en octobre en Italie, à la cavalière Jonella Ligresti.

## Description
Toulon est un étalon bai foncé avec beaucoup de couverture, une foulée immense et facilement réglable grâce à son excellent équilibre, et des allures de grande qualité. Il toise 1,76 m.

## Palmarès
- A quatre ans, huit sans faute sur huit épreuves dans le cycle classique belge.
- A cinq ans, toujours sans faute toute l'année, il terminera 7e du championnat belge et se classe 16e du championnat du monde des Jeunes Chevaux à Lanaken.
- A six ans, toujours très remarqué sur ses parcours, il effectue 6 sorties et se classera à la 14e place du cycle classique belge.
- A sept ans, en 2003, il est gagnant en cycle classique, gagnant du championnat flamand et finaliste du championnat belge.
- A huit ans, sur des épreuves à 140 - 145 cm, il participe à plusieurs CSO belges où il est toujours sans faute et débute en international là aussi toujours double sans faute lors des CSI d'Auvers et de Meise.
- A neuf ans, après une saison de monte chargée, il démarre directement sur le Grand Tour avec son nouveau cavalier Hubert Bourdy. Il participe aux CSI de Calgary, Oslo, Hanovre.
- C'est en 2006, à 10 ans, que Toulon montre la plénitude de ses moyens sur les gros tours et en particulier dans les Grand-Prix de CSI-5* à Lanaken (neuvième) et de Bruxelles (cinquième). Il participe aussi avec succès aux CSI de Valkensward (6e), La Courneuve (8e), Arezzo, Paris Porte de Versailles, La Baule, Cannes, Bourg-en-Bresse, Montecarlo, Chantilly, Lyon, Fontainebleau...
- 2007 : 1er du Grand Prix CSI-5* de São Paulo au Brésil, 2e du Grand Prix CSI-5* de Calgary au Canada 12e du Grand Prix du CSI-5* d'Equita'Lyon

## Origines
Toulon est le frère de Rouen, ISO 150. Sa mère Nikita est une fille de Jokinal de Bornival par Almé dont la mère est Wokina, et fut une grande gagnante en CSO. La grand-mère de Toulon, Hayland, est une fille de Lurano, étalon à l'origine des allures de Toulon. 

## Descendance
Il est élu meilleur étalon performer d'obstacle mondial en 2007, avec 85,8 % de fertilité et le meilleur BLUP français : + 40 (0,65). 5 étalons issus de ses fils ont été approuvés dès la première génération. 
Trois de ses poulains se sont fait remarquer sur le circuit jeunes chevaux, Question Mark, Quickfire de Ferann et Quasimodo T, vendu en 2005 pour 350 000 € aux enchères Schockemöhle et qui se classa dans les 6 premiers tours qu'il fit en 2006. Il y a aussi Quasi van het Paradis, ISO 148, vainqueur en internationaux sous la selle de Laurent Guillet, auxquels s'ajoutent Bel Espoir, Bijou Orai, Branco Van de Git et Barvo Van de K.